# Meoskop

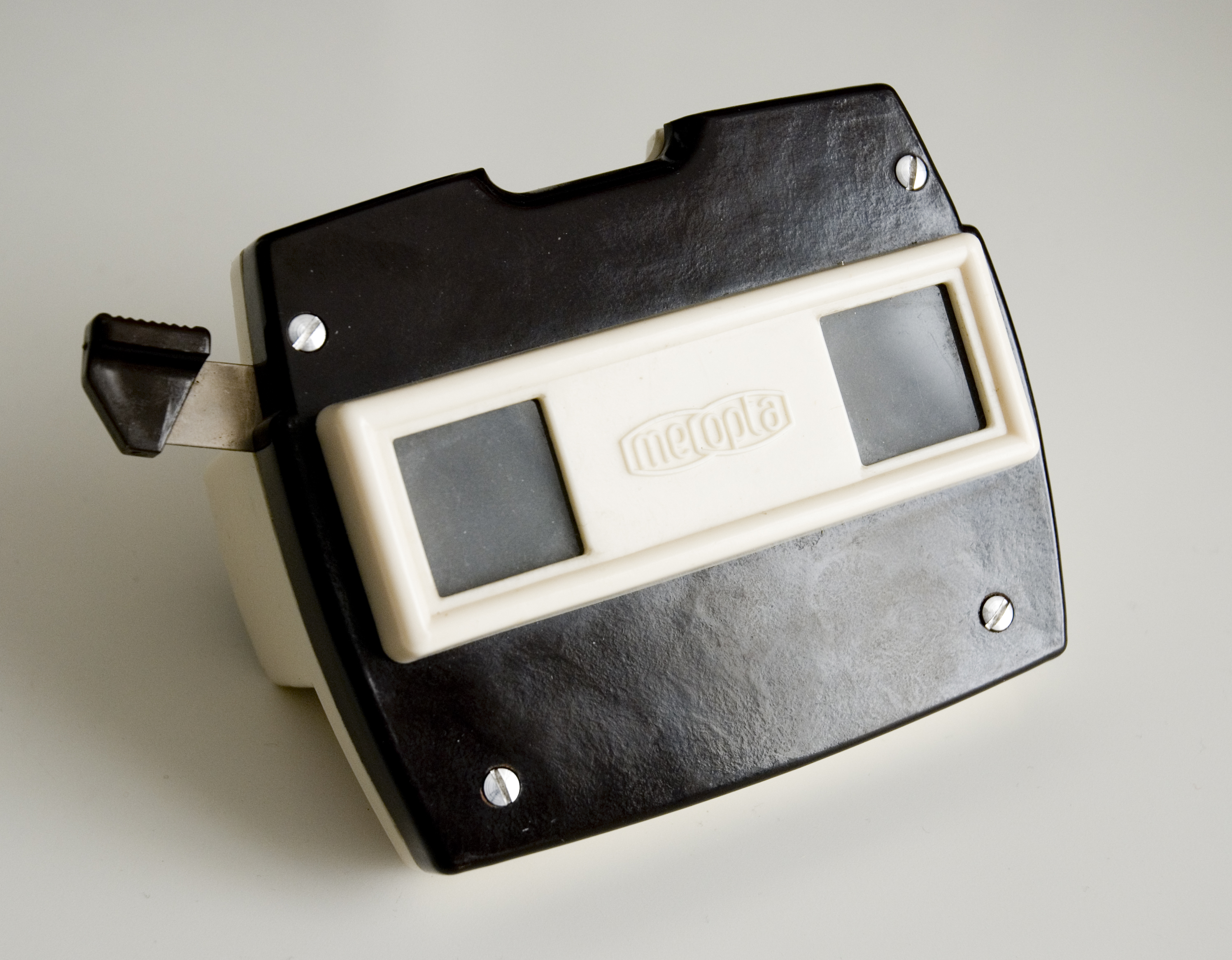
Visore Meoskop II

Meoskop è un sistema di visione stereoscopica composto di visori che utilizzano come supporto dischetti di cartoncino contenenti coppie di diapositive stereoscopiche parallele, su imitazione del più noto sistema statunitense View-Master e con esso compatibile. Il sistema prevede inoltre una fotocamera stereoscopica, una fustella e una serie di dischetti vuoti, per poter realizzare dei dischetti personalizzati di diapositive stereoscopiche. Meoskop fu prodotto dal 1959 al 1981 dall'azienda cecoslovacca Meopta. Unitamente al sistema italiano Stereo•Rama, il Meoskop è una delle imitazioni del View-Master più popolari.

## Storia
La Meopta, fondata nel 1933, una ditta produttrice di fotocamere e altro equipaggiamento fotografico di precisione e tuttora attiva nell'industria delle ottiche per armi, alla fine degli anni cinquanta realizzò il sistema stereoscopico Meoskop a Bratislava (allora nella Cecoslovacchia, oggi in Slovacchia). Il sistema era compatibile con il View-Master e ne poteva utilizzare perciò i medesimi dischetti, ma venne costruito espressamente per poter visualizzare i dischetti stereoscopici prodotti dalla Meopta.

## Visori
Il primo prototipo di Meoskop prodotto dalla Meopta venne realizzato con corpo in metallo e ricorda i visori Model C e Model E prodotti dalla rivale View-Master. Il corpo è tenuto chiuso da viti, cosa che permette di aprirlo.
Il primo visore effettivamente commercializzato dalla Meopta per il sistema fu il Meoskop I, simile al Model E della View-Master, ma chiuso da viti, e realizzato in bachelite rosso-marrone. Questo steroscopio permetteva un ingrandimento dichiarato di 5,5x, ma il corpo era di dimensioni maggiori rispetto al successivo modello Meoskop III.
Il successivo modello Meoskop II venne prodotto nel 1962, aveva un ingrandimento dichiarato di 7x ed era dotato di mesa a fuoco regolabile con un intervallo da -5 a +3 diottrie. il corpo, chiuso da viti, era realizzato in bachelite in due varianti: la più comune in due colori, nero e bianco, ma ne esiste anche una variante interamente marrone, e veniva venduto al prezzo di 94 corone cecoslovacche.
Il modello Meoskop III, venne realizzato nel 1968. Il corpo sempre in bachelite continua a ricordare i modelli View-Master dei primi anni cinquanta, mentre quest'ultima, passata ormai alla GAF, produceva i propri visori in plastica, più leggera, ma con ottiche di minore qualità. Di questo visore, venduto a 35 corone, erano disponibili più varianti di colore: marrone, grigio, marrone-grigio e policromatico "marmorizzato". Per questi primi tre modelli veniva commercializzato per 34 corone anche uno strumento di retroilluminazione artificiale alimentato a batteria.
Il Meoskop IV venne prodotto nel 1973. Il visore, di colore nero e dotato di un ingrandimento 5,5x, ricorda il View-Master Model H prodotto negli Stati Uniti d'America (che, a differenza di quello prodotto in Belgio, aveva la parte inferiore arrotondata), ma, a differenza di questo, non era dotato di retroilluminazione artificiale, più similmente quindi al successivo Model K. Questo visore veniva venduto al prezzo di 35 corone.
Il Meoskop V venne prodotto nel 1981 e venduto al prezzo di 40 corone. Il corpo, anch'esso arrotondato come il precedente Meoskop IV, era di colore bianco e offriva un ingrandimento 6x.

## Dischetti

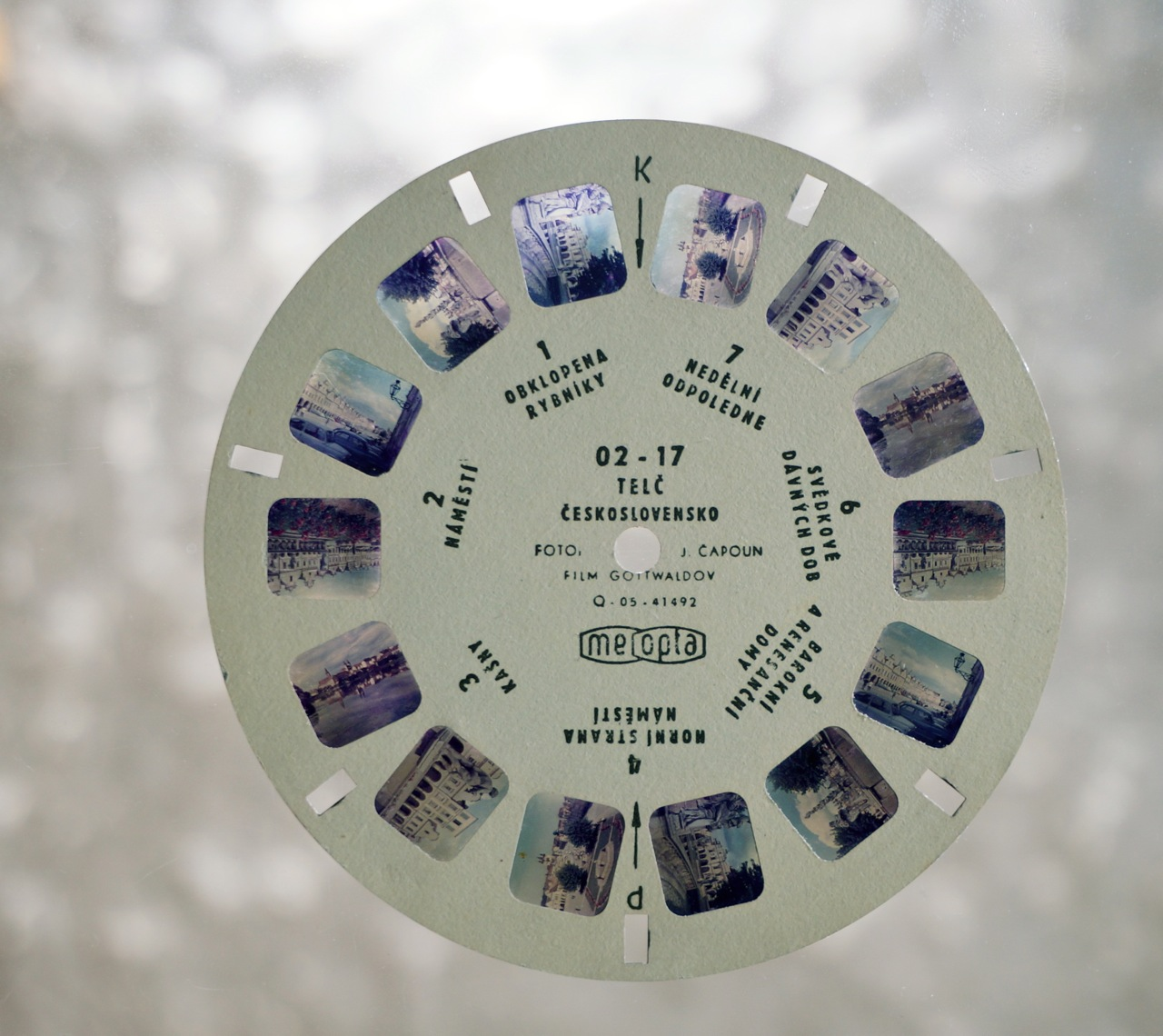
Dischetto Meopta per sistema Meoskop

Per la realizzazione dei suoi dischetti, la Meopta utilizzava della pellicola a colori Gottwaldov, a differenza della pellicola Kodachrome utilizzata nel sistema View-Master, prodotto dalla Sawyer's e dalla GAF, così come nello Stereo•Rama, cosa che non permette alle diapositive di conservare i propri colori negli anni. Le immagini presenti in questi dischetti sono di uno standard piuttosto basso, tuttavia i soggetti ivi ritratti sono unici, presentando immagini stereoscopiche del mondo oltre cortina degli anni sessanta, altrimenti irreperibili.

## Sistema personale
Nel 1972 la Meopta commercializzò inoltre dischetti vuoti, privi di diapositive, per la realizzazione di stereogrammi personalizzati da visualizzare con i visori Meoskop, similmente a quanto prodotto dalla View-Master con il sistema View-Master Personal, anche il sistema Meopta prevedeva una fotocamera stereoscopica, la Meopta Stereo 35, una fustella per ritagliare le diapositive e dei dischetti vuoti in cui inserire le immagini.

## Altri sistemi
In Cecoslovacchia, negli stessi anni in cui veniva commercializzato il Meoskop, altri sistemi similari a dischetti e compatibili con esso vennero messi in commercio da altre ditte. Nel 1971 la Filmové laboratoře Gottwaldov commercializzò un visore pieghevole compatto chiamato Filip e indirizzato espressamente al pubblico infantile, che veniva venduto completo di astuccio. In data imprecisata, presumibilmente tra anni cinquanta e sessanta, la Okresni Kovopodnik Kladno commercializzò il visore Klad, una smaccata imitazione del View-Master Model E, fornito di dischetti, in sottilissimi fogli di alluminio verniciati di verde, commercializzati sotto il marchio Plastikolor.